# Jordi Serra Ferrer
Jordi Serra Ferrer (1978-2019) fou un polític i tècnic d'estudis de mercat d'una empresa consultora valencià, diputat a les Corts Valencianes en la VIII legislatura.
Va estudiar Ciències Econòmiques i Investigació i Tècniques de Mercat a la Universitat de València. Va ser regidor a l'Ajuntament de Dénia (Marina Alta) pel Partit Socialista del País Valencià (PSPV) des de les eleccions municipals espanyoles de 2007 i diputat a les Corts Valencianes per la circumscripció d'Alacant des de les eleccions de 2011. Va ser secretari de la comissió permanent no legislativa de Noves Tecnologies i Societat del Coneixement de les Corts Valencianes. El febrer 2017 va ser nomenat gerent de les empreses municipals d'Ondara.
Va morir amb 41 anys a Dènia.